# وارطان هوانسیان
وارطان هوانسیان (ارمنی: Վարդան Յովհանիսեան (زاده ۱۸۹۶ – درگذشته ۱۹۸۲) معمار ارمنی‌تبار اهل ایران بود. او از مدافعان سرسخت معماری مدرن در ایران به‌شمار می‌آمد.

## ابتدای زندگی
وارطان هوانسیان معروف به آرشیتکت (معمار) وارطان در ۱۸۹۶ میلادی (۱۲۷۴ خورشیدی) ، در تبریز، در خانواده ای پر جمعیت، متولد شد. پدرش، بالاسان هوانسیان، مأمور خرید خشکبار و کارمند تجارت خانه ای خصوصی در تبریز بود. بالاسان هوانسیان و همسرش، سونا زورانیان، نه فرزند (شش پسر و سه دختر) داشتند که وارطان کوچک‌ترین آن‌ها بود. از کودکی گرایش وی نسبت به هنرها و صنایع مستظرفه چشمگیر بود و نقوش زیبایی که مادرش روی پارچه می‌بافت توسط او طراحی می‌شد.

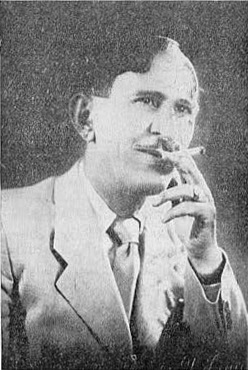

تحصیلات ابتدایی وارطان در دبستان هایکازیان-تاماریان و دوران متوسطه در دبیرستان مرکزی تِماکان تبریز در ۱۹۱۳ (۱۲۹۲) به پایان رسید. او با استعدادی که طی دوران تحصیل در زمینهٔ طراحی نقوش از خود نشان داد پس از اتمام تحصیلات مدتی در سمت طراح در کارخانهٔ قالی بافی آلمانی‌ها در تبریز مشغول به کار شد. سپس به تهران مهاجرت کرد و در این شهر به تدریس در مدارس ارمنیان پرداخت و تا ۱۹۱۸ (۱۲۹۷)، که برای ادامهٔ تحصیلات خود به پاریس رفت، در سمت عضو هیئت مدیره و مدرس در دبستان هایکازیان مشغول به کار و تدریس بود.
وارطان هوانسیان در زمستان ۱۹۱۹ (۱۲۹۷) اواخر جنگ جهانی اول عازم پاریس شد و به دلیل علاقهٔ بسیارش به نقاشی به تحصیل در این رشته در مدرسهٔ هنرهای زیبای بوزار Ecole Des Beaux Arts پرداخت اما پس از مدت کوتاهی به توصیهٔ اطرافیان به رشتهٔ معماری روی آورد و در ۱۵ اکتبر ۱۹۱۹ در مدرسهٔ اختصاصی معماری پاریس ثبت نام کرد. وی پس از چهار سال، در۱۹۲۳م، از این مدرسه فارغ‌التحصیل شد و بلافاصله تحصیلات خود را در رشتهٔ شهرسازی همان مدرسه ادامه داد. در سال ۱۹۲۲ (۱۳۰۱) تحصیلات معماری را به پایان رساند و پس از آن به مدت ۱۳ سال در فرانسه به کار معماری پرداخت.
حین ادامهٔ تحصیلات عالی وارطان هوانسیان به همراه گروهی از همکارانش به کار عملیات ترمیم خرابی‌های پس از جنگ جهانی اول در اطراف پاریس گمارده شد. در این کار، اقبال با وی بود زیرا توانست مدتی زیردست معماری چیره‌دست به نام آنری سواژ تجربیاتی گران بها کسب کند و سپس، با افتتاح دفتر شخصی خود کار را ادامه دهد.
پس از هفده سال اقامت در اروپا به ایران بازگشت و کوشش فراوانی صرف طراحی و ارائهٔ طرح‌های جدید شهرسازی و معماری کرد.
وارطان هوانسیان در ۱۹۳۵ (۱۳۱۴) به ایران بازگشت و در ادارهٔ ساختمان شهربانی استخدام شد و هم‌زمان در برخی مسابقات طراحی ساختمان نیز شرکت کرد، از جمله شرکت در مسابقهٔ طرح بنای هنرستان دختران که در آن مقام اول را به دست آورد. او همچنین ساختمان کلوپ افسران وزارت جنگ را، که گابریل گورکیان طراحی کرده بود، به اتمام رساند. در همین زمان، طرح مهمانخانهٔ بزرگ دربند را تهیه کرد لیکن به دلیل مشغلهٔ فراوان نتوانست شخصاً بر چگونگی اجرای آن نظارت داشته باشد. در ۱۹۴۱ (۱۳۲۰)، از جانب شهرداری تهران مأموریت یافت تا آیین نامهٔ ساختمانی را تنظیم کند. هم‌زمان به سمت مهندس ارشد بانک سپه منصوب و به بنای ساختمان مرکزی و بسیاری از شعب این بانک در شهرستان‌های بزرگ مشغول شد. به موازات این فعالیت‌ها به طرح و ساخت چندین بنای تجاری، اداری، مسکونی و همچنین سینما برای کارفرماهای خصوصی همت گمارد.
مهم‌ترین فعالیت فرهنگی وی در ایران تأسیس انجمن آرشیتکت‌های ایرانی دیپلمه در ۱۹۴۴ (۱۳۲۳) و چاپ مجلهٔ آرشیتکت در ۱۹۴۶ (۱۳۲۵) بود. این نشریه در واقع اولین نشریهٔ تخصصی معماری در ایران محسوب می‌شود که چاپ آن تا ۱۹۴۹ (۱۳۲۸) ادامه داشت اما پس از شش شماره به دلایل مختلف چاپ آن متوقف شد. در ۱۹۶۱ (۱۳۴۰) وارطان هوانسیان بار دیگر اقدام به چاپ نشریه ای با عنوان معماری نوین کرد که تا ۱۹۶۲ (۱۳۴۱) پنج شماره از آن به چاپ رسید.

در بخشی از مقالهٔ چاپ شده در اولین شمارهٔ مجلهٔ آرشیتکت ۱۹۴۶ (۱۳۲۵) تحت عنوان «آرشیتکت‌های ما را بشناسید» آمده است:
«... بدبختانه تحصیل مخارج دارد و دانشجوی فقیر ما قادر به پرداخت هزینه‌های مدرسه نبود لیکن، نظر به پشتکار و استعداد ذاتی او، اولیای مدرسه قبول کردند که استثنائاً به وارطان اجازه داده شود تحصیلات خود را ادامه داده و مخارج مدرسه را پس از پایان تحصیل و شروع به کار بپردازد. … ضمناً وارطان از کارهای اجتماعی نیز غافل نبود و به‌طور مؤثری در تشکیل انجمن ایرانیان مقیم فرانسه شرکت جسته و به اتفاق آقایان دکتر امینی، دکتر نصر، دکتر سمیعی، دکتر مقدم، دکتر کتابچی، دکتر شیبانی و دیگران یکی از اعضای برجسته و فعال انجمن به‌شمار می‌رفت و تا سال ۱۹۳۵م، که تاریخ مراجعت وی به ایران است، دبیری انجمن با مشارالیه بود.»
وارطان هوانسیان در پاریس با گابریل بوواسو ازدواج کرد از او و همسر فرانسویش دختری به نام فرانسواز شاکه به یادگار مانده است.
وارطان هوانسیان در ۱۹۶۷ (۱۳۴۶) بر اثر تصادف در خارج از ایران از ناحیهٔ سر مصدوم شد و مورد عمل جراحی قرار گرفت. شدت این تصادف به حدی بود که فعالیت‌های وی را تحت تأثیر قرار داد.
هوانسیان در کنار کارهای معماری به فعالیت‌های فرهنگی نیز اعتقاد داشت. اولین اقدام وی در این زمینه تشکیل انجمن ایرانیان مقیم فرانسه در پاریس بود که تا زمان بازگشت به ایران سمت دبیری آن را بر عهده داشت.

## درگذشت

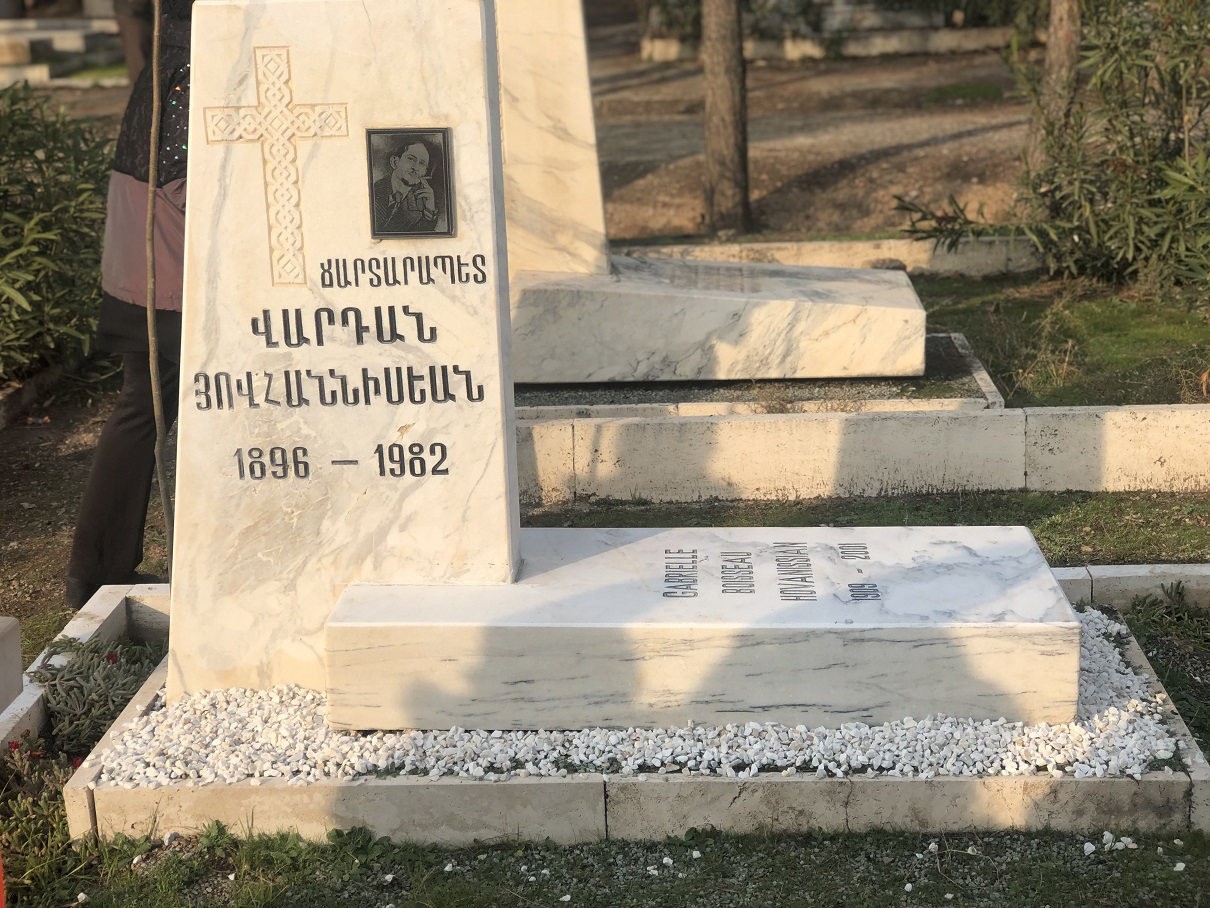

وارطان هوانسیان، مهندس و معمار معروف ایرانی، در ۱۹۸۲ (۶ خرداد ۱۳۶۱)، در سن ۸۶ سالگی در تهران درگذشت و در آرامستان بوراستان، واقع در ابتدای جادهٔ خراسان تهران، به خاک سپرده شد. پس از فوت وی مجموعه ای از آثار و تحلیل هائی بر آنان در یادنامه ویژه ای توسط جامعه مهندسان مشاور ایران انتشار یافت.

## قدردانی‌ها
وارطان هوانسیان در طی زندگی حرفه‌ای خود به خاطر طرح‌های ساختمانی اش بارها مورد تقدیر و قدردانی قرار گرفت. دریافت دو نشان مهم علمی هنری و لوح تقدیر یکی برای ساخت کاخ سعدآباد، کاخ ولی عهد وقت و دیگری برای بنای ساختمان بانک سپه، شعبهٔ بازار، از جملهٔ این موفقیت‌ها محسوب می‌شوند.

## فعالیت‌ها و سمت‌ها
آرشیتکت وارطان علاوه بر طرح و نظارت بر بناهای گوناگون، در دیگر زمینه‌های حرفه معماری به ویژه در نوشتن مقالات بسیار فعال بود. وی عضو هیئت مؤسس انجمن آرشیتکت‌های ایران، نماینده انتشارات و تبلیغات، عضو هیئت تحریریه مجله آرشیتکت و پس از چند سال بنیان‌گذار، صاحب امتیاز و مدیر مسئول مجله معماری نوین بود. دو مجله مذکور علی‌رغم دوره کوتاه انتشارشان از عوامل مؤثر بر تشدید فعالیت معماری در کشور بودند.

## آثار

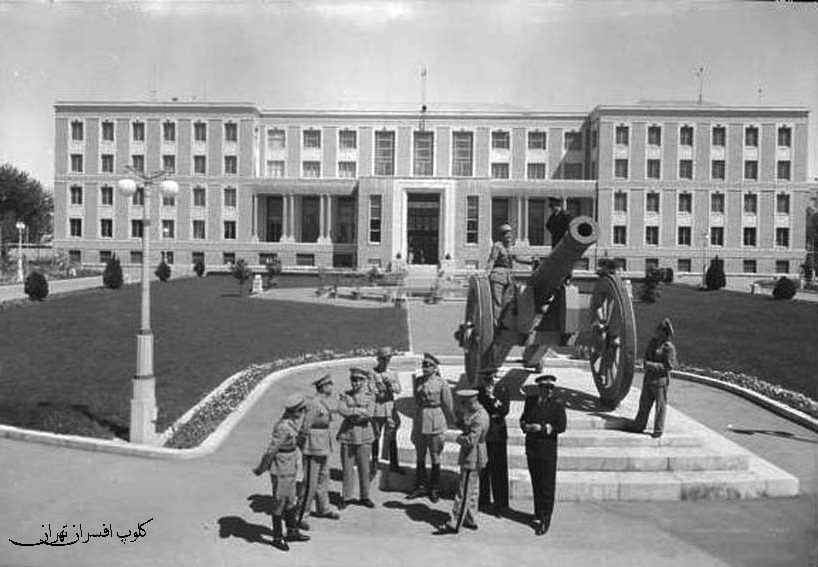
باشگاه افسران تهران

### بناهای دورهٔ اول ۱۹۴۰–۱۹۲۱ (۱۳۱۹–۱۳۰۰)
وارطان هوانسیان با شروع فعالیتش در ایران تحت تأثیر آموزش حرفه‌ای در پاریس، سعی داشت پاسخگوی موضوعات متنوع معماری باشد. به همین دلیل، شیوه‌هایی متفاوت از معماری را در طرح ساختمان‌ها به کار برد. شروع به کار در پاریس را می‌توان آغاز دورهٔ اول فعالیت حرفه‌ای او دانست و طرح مهمانخانهٔ راه‌آهن در تهران هم‌زمان با شروع جنگ جهانی دوم را می‌توان آخرین اثر وی در این دوره به حساب آورد.
آثار او در این دوره عبارت اند از:

#### هنرستان دختران
بنای هنرستان دختران بر اساس طرح وارطان هوانسیان در ۱۹۳۵ (۱۳۱۴) پایه‌ریزی شد و در ۱۹۳۸ (۱۳۱۷) به اتمام رسید. هنرستان دختران در ضلع شمالی خیابان سوم اسفند (سرهنگ سخائی فعلی) و ضلع غربی کوچهٔ هنرستان واقع شده است. این بنا در شمال میدان مشق و در شرق بنای وزارت جنگ، در کنار چند بنای دیگر، مجموعه ای از بناهای دورهٔ معاصر ایران را در اوایل قرن حاضر تشکیل می‌دهد.

#### هتل (مهمانخانهٔ) دربند
طرح این بنا جزو اولین آثاری است که وارطان هوانسیان پس از مراجعت از پاریس به کار بر روی آن پرداخت. وی تنها به ارائهٔ طرح این بنا اکتفا کرد و در اثر کمی وقت نتوانست شخصاً بر چگونگی اجرای آن نظارت داشته باشد. عملیات ساختمانی این بنا در دی ۱۹۳۵ (۱۳۱۴) تحت نظارت مهندس فرانسوی، ژان ونسان، آغاز و در ۱۹۳۸ (۱۳۱۷) ساختمان آن افتتاح شد.

#### کاخ سعدآباد
کاخ سعدآباد در ۱۹۳۷ (۱۳۱۶)، در بخش شمالی محوطهٔ سعدآباد، بنا شد. این ساختمان را ابتدا به نام قصر ولی عهد می‌شناختند اما بعدها، به قصر شاه یا کاخ سعدآباد معروف شد. پس از انقلاب، در ۱۹۸۱ (۱۳۶۰)، در ساختمان کاخ تغییراتی صورت گرفت و به موزهٔ تاریخ طبیعی تبدیل شد.

#### مهمانخانهٔ ایستگاه راه‌آهن
طرح مهمانخانهٔ ایستگاه راه‌آهن را هوانسیان در ۱۹۴۰ (۱۳۱۹) تهیه و ارائه کرد اما به مرحلهٔ اجرا نرسید.

### بناهای دورهٔ دوم ۱۹۶۰–۱۹۴۱ (۱۳۲۹–۱۳۲۰)
این دوره دوران پرکاری و اوج فعالیت وارطان هوانسیان در ایران محسوب می‌شود. در این دوره، تأثیر روش وی در ساخت بنا و اصول فنی و ساختمان سازی در بخش‌های مختلفی از شهر تهران و سایر شهرستان‌ها محسوس است.
بناهای مربوط به این دوره عبارت اند از:

#### سینما دیانا

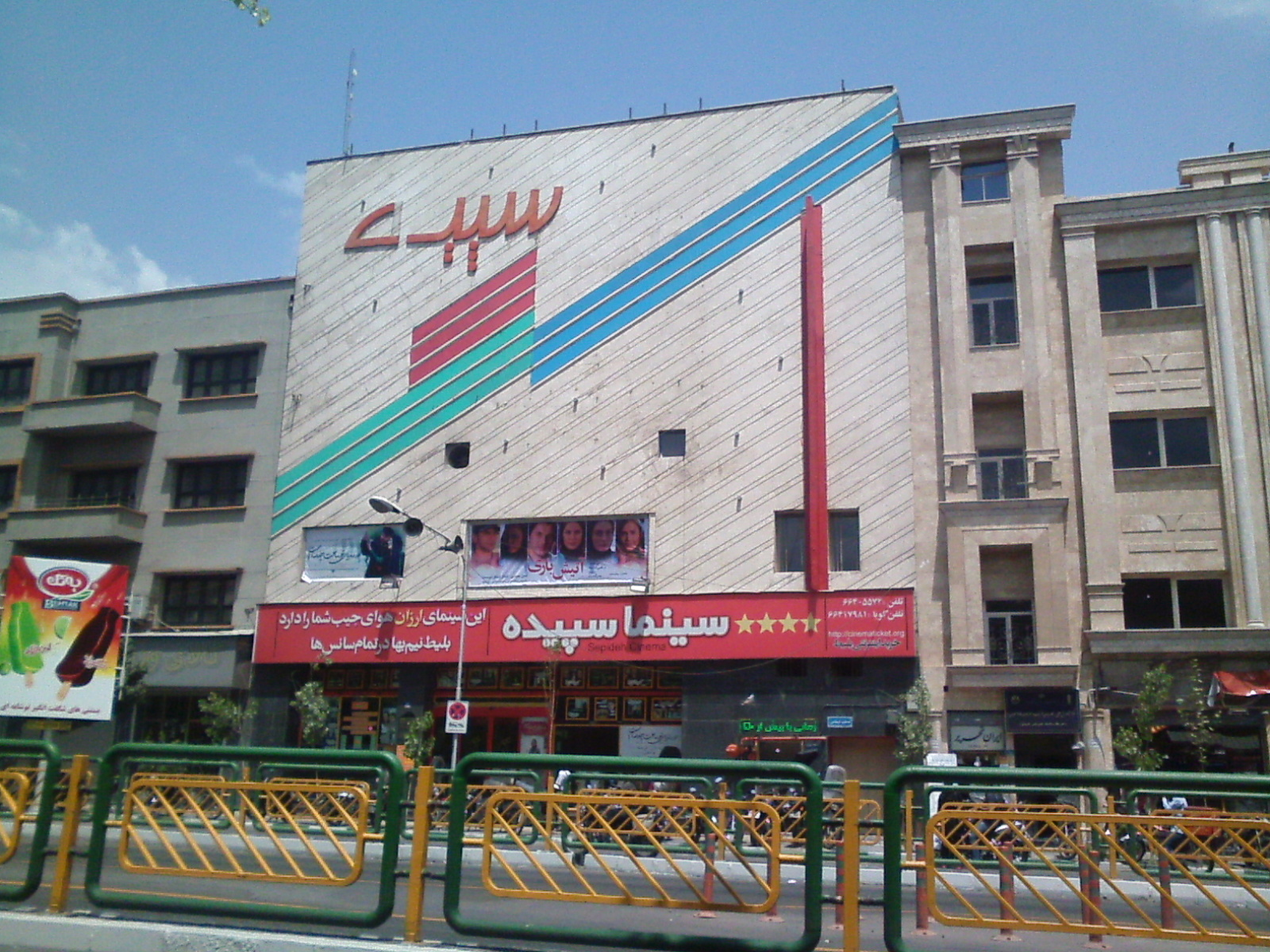
سینما دیانا

از سینماهای قدیمی تهران که در خیابان انقلاب، نبش خیابان وصال واقع شده است. این سینما در سال ۱۹۴۳ (۱۳۲۲) با ظرفیتی بالغ بر ۶۰۴ نفر در یک سالن افتتاح شد این سینما پس از انقلاب به سینما سپیده تغییر نام داد و در سال ۲۰۰۴ (۱۳۸۳) سالن دومی با ظرفیت ۸۴ نفر به این سینما اضافه گردید.

#### مهمان‌پذیر لاله
احداث این بنا به سال‌های ۱۹۴۱ تا ۱۹۴۶ (۱۳۲۰ تا ۱۳۲۴) بازمی‌گردد. کاربری اولیهٔ ساختمان تجاری اداری بود، چنان‌که در سال‌های اولیهٔ پس از احداث مدتی به ادارهٔ اصل چهارم و مدتی نیز به خوابگاه دانشجویی اختصاص داشت اما در ۱۹۶۸ (۱۳۴۷)، با اجرای تغییراتی مختصر در فضای داخلی رسماً تبدیل به مهمان‌پذیر شد.

#### ساختمان جیپ
بنای ساختمان جیپ بین سال‌های ۱۹۴۴–۱۹۴۶ (۱۳۲۳–۱۳۲۵) طراحی و ساخته شد. این بنا در ضلع شمالی خیابان اکباتان و در نبش شرقی معبری باریک، قرار گرفته است. بنا با حجمی کشیده بخشی از بدنهٔ خیابان اکباتان و کوچهٔ غربی آن را شکل داده و حیاط آن نیز در سمت شمالی مجموعه قرار گرفته است.

#### هتل (مهمانخانهٔ) فردوسی
این هتل در ۱۹۳۵ (۱۳۱۴) در خانهٔ شخصی عزیز خان، واقع در خیابان فردوسی، ابتدای خیابان سوم اسفند، ساخته شده است.

#### سینما متروپل

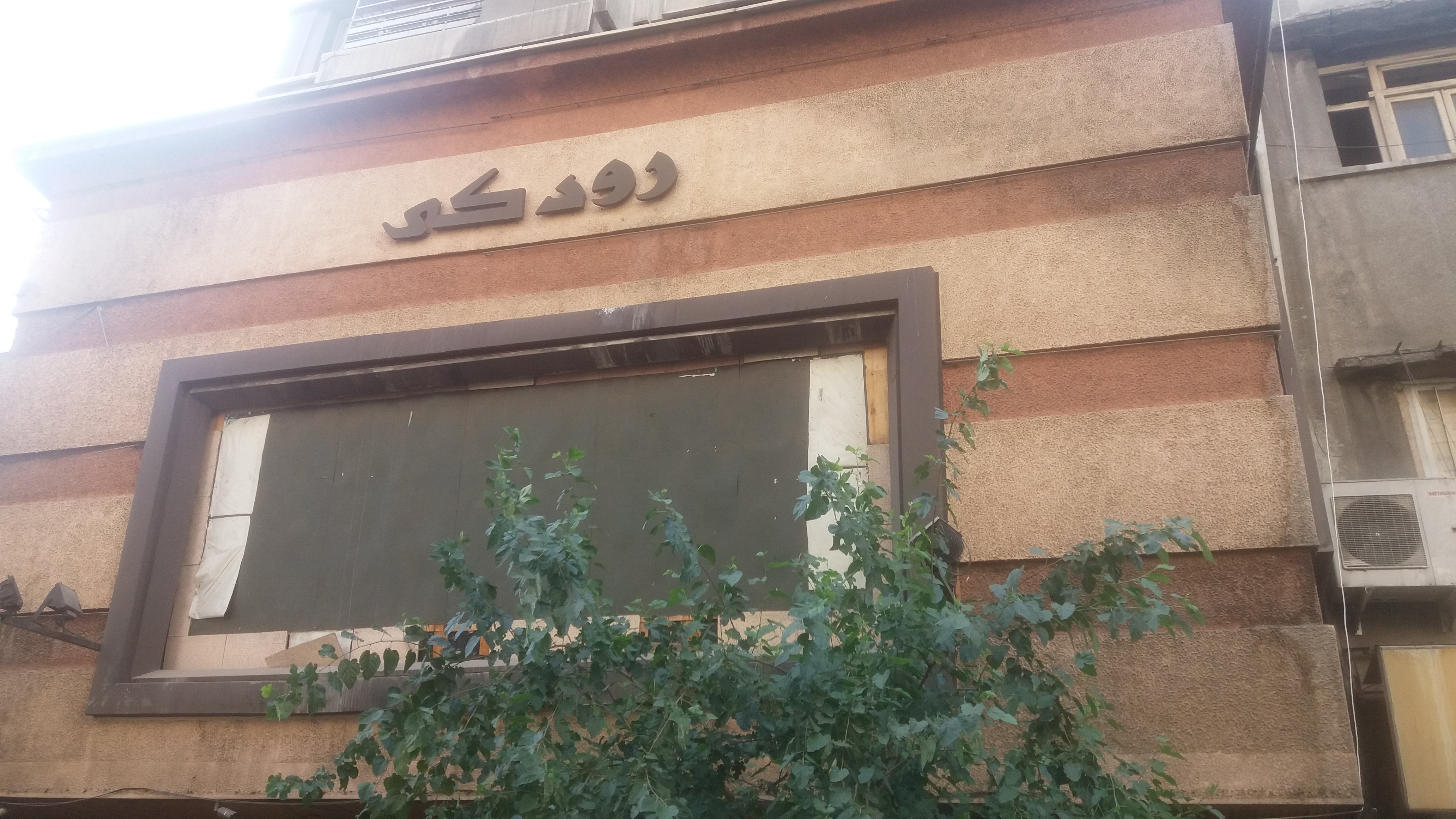
نمایی از سینما متروپل، ۲۰۱۶ (۱۳۹۵)

سینما متروپل از سینماهای قدیمی و معروف تهران در تقاطع خیابان لاله‌زار و خیابان جمهوری بود که توسط وارطان هوانسیان طراحی شده بود. این سینما در سال ۱۹۴۶ (۱۳۲۵) با اکران فیلم «نگهبان مبارز» افتتاح شد و پس از انقلاب به سینما رودکی تغییر نام داد و در سال ۲۰۰۸ (۱۳۸۷) تعطیل شد. فیلم سینمایی متروپل ساخته مسعود کیمیایی دربارهٔ این سینما است و ماجراهای فیلم در سینما متروپل اتفاق می‌افتد.

#### خانه مسکونی واقع در خیابان طالقانی
خانه وارطان در خیابان طالقانی (تخت جمشید) در ضلع جنوبی این خیابان و در نزدیکی میدان فلسطین (کاخ)، واقع شده است. به نظر می‌رسد این بنا در اواسط دههٔ ۱۹۴۰ (دهه ۱۳۲۰) احداث شده باشد. مجلهٔ آرشیتکت در ۱۹۴۸ (۱۳۲۷) با چاپ نقشه‌ها و عکس‌های این ساختمان به معرفی آن پرداخته است.

#### ساختمان تجاری مسکونی اخوان
ساخت این بنا در ۱۹۴۸ (فروردین ۱۳۲۷) آغاز شد. این ساختمان، که در تقاطع خیابان‌های انقلاب و لاله زار قرار دارد، دارای سه نوع کاربری مختلف تجاری، اداری و مسکونی است.

#### مجموعهٔ تجاری مسکونی جامی
عملیات ساختمانی این بنا در ۱۹۴۹ (۱۳۲۸) آغاز شد و تا ۱۹۷۸ (۱۳۵۷) در قالب مجموعهٔ تجاری مسکونی فعالیت داشت و وقف هنرستان دختران بود.

### بناهای دورهٔ سوم ۱۹۶۰–۱۹۵۱ (۱۳۳۹–۱۳۳۰)
تغییر شرایط سیاسی و اجتماعی در دهه ۱۹۵۰ (دههٔ ۱۳۳۰) و نیز تحولاتی که در زمینهٔ پیش رفت مصالح و فناوری در اواخر این دهه در سطح کشور به وجود آمد، شیوهٔ معماری وارطان هوانسیان را، هرچند که به نگرش شخصی خود همچنان وفادار بود، دچار تغییراتی محدود کرد. او در این سال‌ها کوشید تا تعادلی نسبی و منطقی میان روش خود و شیوه‌های نو و منطبق بر ذائقهٔ عمومی ایجاد کند. مجموعهٔ آثار وارطان هوانسیان در این دوره نشان از گرایش به سادگی در طرح جزئیات ساختمانی و تغییر در انتخاب مصالح و رنگ ساختمان دارد.
آثار مربوط به این دوره عبارت اند از:

#### دبیرستان حرفه ای نمازی (شیراز)
بر طبق تاریخ حک شده بر سردر ساختمان، دبیرستان حرفه‌ای نمازی در محل فعلی آن در ۱۹۴۹ (۱۳۲۸) به دست مهندس نمازی احداث شده است. طرح این ساختمان را وارطان هوانسیان در زمینی به وسعت یک هزار متر مربع، با دو هزار متر مربع زیربنا ارائه داد. در این دبیرستان شش شاخهٔ نجاری، معماری، لوله‌کشی، آهنگری، رنگرزی و افزارسازی تأسیس شد و در چهارده کلاس آن هفتصد دانش آموز تحصیل می‌کردند.

#### ویلای شخصی وارطان هوانسیان (زعفرانیه)
بنای مسکونی زعفرانیه یکی از سه ویلایی است که هوانسیان در باغ بزرگی متعلق به سرتیپ مشیری طراحی و اجرا کرد. دو ویلای دیگر یکی متعلق به مالک باغ بود، در شرق ویلای وارطان هوانسیان و دیگری در غرب آن قرار داشت که در سال‌های بعد تخریب شد و ساختمانی مرتفع جای آن را گرفت. این ویلا، که وارطان هوانسیان در ۱۹۵۱ (۱۳۳۰) آن را برای خود ساخته بود در ۲۰۰۷ (۱۳۸۶) تخریب شد.

#### ساختمان بانک سپه، شعبهٔ توپخانهٔ تهران

ساختمان مرکزی بانک سپه

طرح این بنا در ۱۹۲۵ (۱۳۰۴) به تصویب رسید اما عملیات ساخت آن در ۱۹۵۰ (۱۳۲۹) شروع شد و در ۱۹۵۳ (۱۳۳۲) به پایان رسید. در کتیبه ای که در محل ورودی بانک نصب بوده به نام وارطان هوانسیان به منزلهٔ طراح و ناظر ساختمان اشاره شده است.

#### ساختمان بانک سپه شعبهٔ مرکزی اصفهان
ساخت بنای بانک سپه اصفهان در ۱۹۵۷ (۱۳۳۶) آغاز شد و در ۱۹۵۹ (۱۳۳۸) پایان یافت. در سنگ نوشتهٔ موجود بر روی دیوارهٔ بانک آمده است که طراحی و نظارت طرح زیر نظر وارطان صورت گرفته و پیمانکار آن شرکت فاخ و مهندسین مظفر فهم و اکبر خندانی بوده است.

#### ساختمان بانک سپه شعبهٔ بازار
این ساختمان، که به ساختمان ۲۵ شهریور معروف شد، در ۱۹۵۵ (۱۳۳۴) رسماً افتتاح شد.

## اندیشه و سبک معماری
ساختمان‌های هوانسیان از معماری مدرن پیش از جنگ جهانی دوم، آرت نوو، دیدگاه‌های باوهاوس و آثار آدلف لوس و لوکوربوزیه متأثر بود. او مخالف التقاط‌گرایی و تقلید از شکل‌های معماری سنتی ایرانی بود. با این وجود توجه زیادی به رسوم اجتماعی داشت و سعی می‌کرد در ساختمان‌های مدرن به آن پاسخ گوید. میراث سبک هوانسیان را می‌توان در عدم استفاده از تقارن، رعایت اصول عقلانی و عملی، خالص‌گرایی فرم‌ها، پنجره‌های افقی به سبک لوکوربوزیه، ایجاد خم در نبش ساختمان‌های دو نبش، روکار سازی‌های سیمانی با رنگ‌های مختلف، پلکان‌های معلق، لبه‌های سیمانی بالای پنجره‌ها، دور ساده سقف یا به اصطلاح «چفته وارطان» یافت.

## یادداشت
1. ↑  Vartan Hovanesian
2. ↑  Temakan - kendronakan
3. ↑  Haykazian
4. ↑  Ecole D'Architectur Especial
5. ↑  Gabrielle Boisseau
6. ↑  Francoise chake

## برای مطالعهٔ بیشتر
- پاکدامن، بهروز (۱۳۶۲‬). پیدایش معماری مدرن در ایران: یادنامه وارطان هوانسیان ۱۳۶۱–۱۲۷۵. تهران: انتشارات جامعه مشاوران ایران. ص. ۵۰. تاریخ وارد شده در |سال= را بررسی کنید (کمک)
- شافعی، بیژن؛ سروشیانی، سهراب؛ دانیل، ویکتور (۱۳۸۶). معماری نیکلای مارکف (PDF). انتشارات دید. شابک ۹۷۸-۶۰۰-۵۱۹۵-۰۰-۲.